# Chiesa dei Santi Pietro e Paolo (Livorno)
La chiesa dei Santi Pietro e Paolo si trova a Livorno ed è posta nell'omonima piazza, nel cuore della città ottocentesca sorta lungo le sponde del Fosso Reale.

## Storia

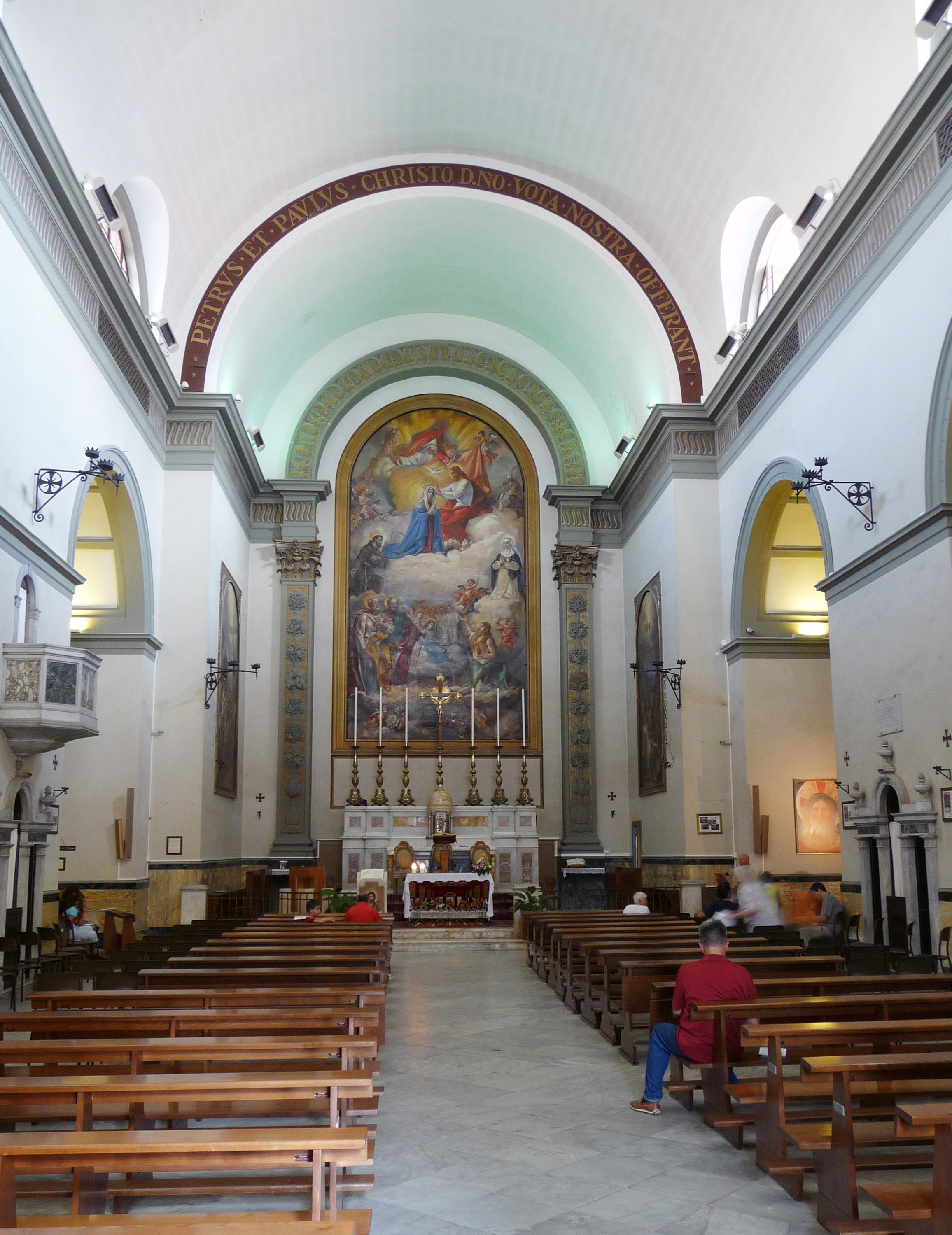
Interno

La storia della chiesa è legata a quella di piazza Cavour perché legata all'evoluzione urbanistica della Città Leopolda, il nuovo quartiere edificato tra la porta del Casone ed il mare.
La vendita di questi terreni fu decisa nel 1827 perché l'apertura di una nuova porta nel bastione mediceo del Casone avrebbe permesso un rapido collegamento tra la città pentagonale, chiusa all'interno del Fosso Reale ed i sobborghi.
Il progetto di lottizzazione fu affidato a Luigi de Cambray Digny, che disegnò una maglia con assi stradali ortogonali tra loro. All'esterno della suddetta porta, venne così aperta una nuova piazza, mentre, a breve distanza, fu eretta, sempre su disegno del Digny, la chiesa dei Santi Pietro e Paolo, in un'area posta a breve distanza dallo storico Cimitero degli inglesi.
Al contempo, nell'area retrostante, il sacerdote Giovanni Battista Quilici fondò un convitto femminile denominato Istituto della Maddalena.
I lavori della chiesa, iniziati nel 1829, si conclusero rapidamente, tanto che la chiesa, assieme all'attiguo Istituto della Maddalena, fu destinata ad accogliere gli ammalati durante l'epidemia di colera del 1835.
Successivamente, durante il corso della seconda guerra mondiale, la chiesa fu duramente colpita dai bombardamenti e in seguito fu necessario procedere con opere di restauro.

## Descrizione
La facciata a capanna è aperta da un portico in stile rinascimentale sul quale è impostato un attico alleggerito da una finestra semicircolare di derivazione termale. Questa impostazione, che fonde insieme elementi neoclassici ad altri della tradizione toscana e del rinascimento, si inserisce nel classicismo della restaurazione. Sul fianco della chiesa è presente un campanile alto 28 metri.
L'interno, ad una navata, è a croce latina e negli altari laterali, definiti da profonde arcate a tutto sesto, conserva arredi e opere d'arte di importanti artisti dell'Ottocento livornese: tra le tele collocate lungo la navata merita di essere ricordato il dipinto della Immacolata Concezione, di Enrico Pollastrini.
Nella chiesa si trova l'organo a canne Tamburini opus 337, costruito nel 1953.